# Dario José dos Santos
Dario José dos Santos, conegut com a Dadá Maravilha (4 de març de 1946) és un exfutbolista brasiler.

## Selecció del Brasil
Va formar part de l'equip brasiler a la Copa del Món de 1970.

## Palmarès
Atlético Mineiro
- Campionat mineiro: 1970, 1978
- Campionat brasiler de futbol: 1971

Sport
- Campionat pernambucano: 1975

Internacional
- Campionat gaúcho: 1976
- Campionat brasiler de futbol: 1976

Bahia
- Campionat baiano: 1981

Goiás
- Campionat goiano: 1983

Brasil
- Copa del Món de futbol: 1970